# Altamira (revista)
Altamira es el órgano editorial de difusión periódica del Centro de Estudios Montañeses (Santander, Cantabria, España). Fue creada el año 1934, fecha en que nació la institución propietaria y época correspondiente a la Segunda República Española.
Su temática es diversa, sus contenidos preferentes se vinculan a la Comunidad Autónoma de Cantabria y su periodicidad media anual, habiendo llegado a publicarse el número 90 el año 2019. Sus contenidos se actualizan en soporte digital a través de internet transcurrido un año a partir de su edición en papel, pudiéndose acceder libremente a sus contenidos desde la página web del Centro de Estudios Montañeses.